# Alesco
alesco ist ein europaweit tätiger Hersteller von flexiblen Kunststoffverpackungen aus Polyethylen und Verpackungspapieren.
Die Firma ist einer der ersten Hersteller von Coex-Biofolien in Europa. Mit einem hohen Anteil nachwachsender Rohstoffe, wie z. B. Maisstärke, werden Folien gefertigt die, anders als reine PLA-Folien, flexibel sind und sehr lebensmittelfreundliche Barriereeigenschaften bieten. Die Folien sind gleichzeitig kompostierbar.
Die alesco GmbH & Co. KG beschäftigt rund 210 Mitarbeiter an zwei Produktionsstätten in Langerwehe und Alsdorf. Das Produktionsvolumen beträgt rund 45.000 Tonnen pro Jahr bei einem Umsatz von circa 75 Millionen Euro im Jahr.

## Geschichte

### Gründung
Ewald Schoeller gründet im Jahr 1943 die Firma „Ewald Schoeller GmbH & Co.KG“ in Langerwehe. Auf dem ehemaligen Gelände einer Nadelfabrik beginnt er mit der Herstellung von Papierprodukten und Garnen.
Nachdem das Firmengelände im Zweiten Weltkrieg völlig zerstört wird, beginnt die Ewald Schoeller GmbH nach dem Wiederaufbau mit der Herstellung von Kunststoffbehältern und Kunststofffolien aus Polyethylen.
Kurze Zeit später schafft die Firmenleitung eine erste Druckmaschine an und übernimmt den Folienhersteller Aldo-Plastik in Alsdorf.

### Wachstum
Bis ins Jahr 1980 bedient das Traditionsunternehmen ausschließlich den Deutschen Markt. Um auch internationale Märkte zu erschließen, werden Außendienstbüros in den Niederlanden und Belgien eröffnet. Mittlerweile verkauft das Unternehmen seine Verpackungslösungen in ganz Europa.

### Namensgebung und Umbenennung
Im Jahr 2004 wurden die beiden Werke in Langerwehe und Alsdorf unter dem Namen „Schoeller-Aldo GmbH & Co KG“ zusammengefasst.
2007 stand eine Neuausrichtung des Unternehmens auf dem Programm mit dem Ziel einer stärkeren Fokussierung auf das Folien-Kerngeschäft. Aus SCHOELLER-ALDO wurde alesco. Unter diesem Namen firmieren die Bereiche Verpackungsfolien und Verpackungspapiere.
Zudem wurde im Jahr 2007 der Hohlkörperbereich abgespalten und in aldoplast GmbH u Co KG
umbenannt. Dieser Geschäftszweig wurde im Oktober 2009 an die Siepe GmbH in Kerpen
verkauft und wird seit dem unter SICON GmbH u Co KG am Standort Kerpen fortgeführt.

## Produkte
| Industriefolien    | Schrumpffolie/Schrumpfschlauch, Dehnschlauchfolie, Coex-Folie, Abdeckhauben & Zuschnitte |
| Konsumfolien       | Flachfolie/Rollenware, Spezialbeutel, Getränkefolie/Schrumpffolie, Biofolie              |
| Verpackungspapiere | Bitumenpapier, Krepppapier                                                               |

### Biofolien
Das Unternehmen alesco gehört zu den ersten Anbietern einer kompostierbaren Coex-Folie aus nachwachsenden Rohstoffen. Säcke sowie bedruckte und unbedruckte Beutel gehören zu den ersten Produkten der Biofolie, die auch über die herkömmliche Biotonne entsorgt werden kann.
Die Tüv-Rheinland Gruppe und das Deutsche Institut für Normung bestätigen die Umweltverträglichkeit und Kompostierbarkeit der Biofolie nach DIN EN 13432. Sie darf deshalb den „Keimling“ tragen.